# Ectoedemia heringella
Ectoedemia heringella is een vlinder uit de familie dwergmineermotten (Nepticulidae). De wetenschappelijke naam is voor het eerst geldig gepubliceerd in 1939 door Mariani.
De soort komt voor in Europa.